# Швират ха-келим
Швират ха-келим (ивр. שבירת הכלים‎ — разбиение сосудов) — понятие в каббале: предшествующая появлению мира космическая катастрофа.
Согласно учению каббалы, в процессе цимцум (сокращения Эйн Соф / "Бесконечного") образуется пустое пространство, в котором, тем не менее, продолжают оставаться остатки Божественного присутствия, мятежные частички Бога (решиму). Оставшись в пустоте, они группируются в 10 сфирот, образующих Адама Кадмона или Древо Жизни. В эти сфирот эманируют потоки божественного света, отчего они как бы превращаются в божественные сосуды. Когда произошло грехопадение Адама, то девять первых сфирот, упали в малхут.
Для преодоления данной ситуации начинается процесс тиккун (ивр. - исправление).
Образ «швират ха-келим» ассоциируется с изгнанием евреев из Иудеи.
Школа Лурии объясняла космическую катастрофу различными причинами: слабостью и распыленностью структуры «мира точек»; тем, что первые эманации целиком распространялись по кругу; тем, что от Адама Кадмона исходили только «ветви точек», тогда как «корни» продолжали оставаться в нём, вследствие чего первые не смогли выдержать давления света; тем, что корни сфиры Дин и клипот всегда присутствовали в эманации, чем объясняется ненадёжность структуры мира. Исраэль Саруг считал швират ха-келим закономерным этапом в развитии творения, и уподоблял «мир точек» полю, засеянному семенами, которые не могут дать плода, пока не лопнут и не сгниют.

## Объяснение школы Бааль Сулама
Бааль Сулам неслучайности разбиения придаёт крайне важное значение. Воссоздавая себя из разбиения, творение постигает разум создавшего его Творца. В статье «Предисловие к книге Зоар» Бааль Сулам подробно объясняет необходимость возникновения системы нечистых сил и клипот для достижения замысла творения. Механизм разбиения Бааль Сулам разбирает в своем труде «Учение десяти сфирот». Он указывает, что разбиение происходило дважды: сначала в мирах, для создания особой системы высшего управления, предназначенной для исправления творения, а затем в общей мировой душе Адам Ришон ("Учение десяти сфирот" (ТЭС), раздел 16).